# Maytenus maestrensis
Maytenus maestrensis är en benvedsväxtart som beskrevs av Ignatz Urban. Maytenus maestrensis ingår i släktet Maytenus och familjen Celastraceae. Inga underarter finns listade.